# 정가
정가(程嘉, ? ~ 기원전 134년)는 전한 초기 ~ 중기의 군인이다.

## 생애
경제 3년(기원전 154년), 오왕 유비를 비롯한 일곱 나라의 제후왕이 연합하여 반란을 일으켰다(오초칠국의 난). 정가는 황실의 편에서 장군이 되어 오나라·초나라를 쳤고, 평정 후 강도상이 되고 건평후(建平侯)에 봉해져 식읍 3,150호를 받았다.
원광 원년(기원전 134년)에 죽으니 시호를 애(哀) 또는 경(敬)이라 하였고, 작위는 아들 정횡이 이었다.

## 출전
- 사마천, 《사기》 권19 혜경간후자연표
- 반고, 《한서》 권17 경무소선원성공신표